# Веселовский, Степан Борисович
Степа́н Бори́сович Весело́вский (4 (16) сентября 1876, Москва — 23 января 1952, там же) — русский и советский историк, археограф, профессор Московского государственного университета, академик АН СССР (1946).

## Биография

### Семья
Отец, Борис Степанович Веселовский (1829—1911), был родом из дворян Могилевской губернии, получил высшее образование в Горы-Горецком земледельческом институте, работал агрономом и занимался сельским хозяйством в своём имении в Саратовской губернии. Мать, Леонида Степановна (урожденная Любич-Ярмолович-Лозина-Лозинская), была по национальности полькой. Брат отца, Константин Степанович, был с 1855 года ординарным академиком, а с 1859 года — секретарём Академии наук. Сестра отца, Варвара Степановна, была замужем за Л. Н. Перовским, их дочь Софья была казнена в 1881 году. Троюродные братья отца, Александр Николаевич и Алексей Николаевич, — видные литературоведы. Двоюродный брат С. Б. Веселовского, Николай Иванович, — археолог и востоковед. Родной брат Борис — автор работ по истории земства.
Степан Борисович Веселовский был женат дважды. Первым браком на дочери французского учёного химика и предпринимателя Сифферлена — Елене Евгеньевне (1876—1941). Жили в Москве, на Арбате, в доме № 23. В браке родилось семь сыновей: Всеволод (1900—1977), Евгений (1901—1952/3), Борис (1903—1985), Георгий (1905—1942), Игорь (1906—1934), Лев (умер в раннем детстве), Глеб (1915—1941).
Всеволод Степанович — физикохимик, доктор технических наук, профессор; был женат на Марии Михайловне Голицыной, внучке московского городского головы князя В. М. Голицына. Евгений Степанович Веселовский (1901—1952/3, Сыктывкар), художник, был репрессирован. Георгий и Глеб Степановичи погибли на фронтах Великой Отечественной войны.
В 1927 году С. Б. Веселовский женился во второй раз, на Ольге Александровне Бессарабовой (1896—1967) — дочери машиниста железной дороги и учительницы. В этом браке в 1928 году родилась дочь Анна, реставратор, сотрудник Музея имени Андрея Рублева.

### Образование
Учился в 5-й московской классической гимназии и губернской гимназии Тамбова; затем, с 1896 года по 1902 год, — на юридическом факультете Московского университета. Под руководством профессора И. Х. Озерова изучал историю философии права. Перевёл с латинского языка «Политический трактат» Б. Спинозы и написал сочинение на тему «Политические воззрения Спинозы». Дипломная работа была посвящена истории финансов дореволюционной Франции; собирая материалы для этой работы он около года провёл в Германии, Франции, Швейцарии.

### Историк России
С 1903 года изучал архивные документы по социальной и экономической истории Русского государства XVII в. В 1908—1912 годах преподавал в частной гимназии Л. И. Поливанова.
С 1912 года — сотрудник Московского археологического института; изучал экономику и финансы Русского государства XVI—XVII вв. Результатом этой работы стали исследования «Азартные игры как источник дохода Московского государства в XVII веке» (1909), «Кабацкая реформа 1652 года» (1914).
В 1915—1916 годах были опубликованы два тома монографии С. Б. Веселовского «Сошное письмо», за которые ему в 1917 году Императорской Академией наук была присуждена премия им. графа Уварова и звание доктора русской истории (honoris causa) Московского университета без защиты диссертации. В мае 1917 года назначен был экстраординарным профессором Московского университета. В мае 1918 года избран и утвержден в звании профессора того же университета. Работая в нем до 1923 года, одновременно числился главным инспектором и членом коллегии Центрархива в 1919—1920-х годах. После же упразднения юридического факультета университета в марте 23-го года был назначен научным сотрудником Института истории РАНИОН, где и трудился до его упразднения, до 1929 года. В том же году избирается членом-корреспондентом АН СССР. В 1929—31 годах — доцент Коммунистического университета трудящихся Востока. В 1933—1934 годах он работал референтом иностранной литературы в Библиографическом институте, 15 октября 1934 г. присуждена ученая степень доктора исторических наук, в 1930—1936 годах — в Историко-архивном институте и Археографической комиссии при АН СССР; с 1936 года — старший научный сотрудник Института истории АН СССР; в 1938—1941 годы был профессором Московского государственного историко-архивного института. Одновременно в 1919—1925 годах он — главный инспектор и член Коллегии Центрархива РСФСР.
Автор большого числа работ по истории феодального землевладения (в том числе поземельных отношений в Русском государстве), крестьянства и народных движений, а также работ в области вспомогательных исторических дисциплин. Одним из первых стал серьёзно писать о топонимике и антропонимике в исторических исследованиях, осуществил целую серию работ по генеалогии, когда сама эта наука была почти под запретом. В частности, реконструировал историю дворянского рода Пушкиных, предков великого поэта. Занимался ономастикой — исторической дисциплиной, изучающей собственные имена различных типов.
Опубликовал «Акты подмосковных ополчений и Земского собора 1611—13 гг.» (1911), «Сметы военных сил Московского государства 1661—63 гг.» (1911), «Акты писцового дела», т. 1—2 (1913—1917), «Памятники социально-экономической истории Московского государства XIV—XVII вв.» (1929). Автор классической рецензии («отзыва») на работу В. К. Клейна «Угличское следственное дело о смерти царевича Димитрия».
В 1948 году был обвинён в «буржуазном объективизме», в том, что «занимаясь десятки лет историей феодализма, он … совершенно не пользуется широко известными работами классиков марксизма-ленинизма и их высказываниями по вопросам феодализма, иммунитета и т. п.». С этого времени публикация его научных работ была затруднена.
Умер С. Б. Веселовский 23 января 1952 года в Москве. Похоронен на Введенском кладбище (23 уч.).

## Награды
- орден Ленина (19 сентября 1946)
- орден Трудового Красного Знамени (10 июня 1945)

## Изучение опричнины
Негативно относился к деятельности Ивана Грозного. В конце 1940-х годов работал над «Очерками по истории опричнины», которые полностью расходились с принятыми тогда в исторической науке трактовками этого периода российской истории (книга писалась «в стол» и была опубликована только после его смерти). Доказал, что в опричнину вошли преимущественно уезды с развитым поместным землевладением, в которых почти вовсе не было наследственных княжеских вотчин. Это открытие позволило ему утверждать, что опричнина свелась к уничтожению отдельных лиц. Представление, будто опричные меры были направлены против крупных феодалов, бояр и княжат, отвергал как устаревший предрассудок. Отрицал правдивость показаний немецких авторов Иоганна Таубе, Элерта Крузе и Генриха Штадена, будто царь набирал опричников из худородных и простых людей:
Командная верхушка опричного двора в генеалогическом отношении была ничуть не ниже титулованного и нетитулованного дворянства старого государева двора.

## Дневник Веселовского
В течение многих лет вёл дневник, в котором фиксировал своё отношение к общественно-политическим процессам, происходившим в стране.
07.05.1917 То, что называют теперь великой революцией (прим. Имеется в виду Февральская революция), это уже вторая. Сколько сил. В сущности есть не революция и даже не политический переворот, а распад, разложение государственное и социальное.
В марте 1918 года писал в своем дневнике:
«Взял в руки с некоторым пренебрежением книгу А. С. Шмакова „Международное тайное правительство“, но с первых же страниц заинтересовался. Во всяком случае, прочитав страниц 50, я вижу, что это не такой легкомысленный и легковесный публицист, как это с презрением и пренебрежением изображала его наша либеральная печать. Собрано множество интересных фактов и мнений, которые не только интересно, но даже необходимо знать нам, русским, при нашем поверхностном и легкомысленном либерализме».
28.03.1918 Еще в 1904—1906 гг. я удивлялся, как и на чем держится такое историческое недоразумение, как Российская империя. Теперь мои предсказания более, чем оправдались, но мнение о народе не изменилось, то есть не ухудшилось. Быдло осталось быдлом. Если бы не мировая война, то м(ожет) б(ыть) еще десяток — другой лет недоразумение осталось бы невыясненным, но конец в общем можно было предвидеть. Последние ветви славянской расы оказались столь же неспособными усвоить и развивать дальше европейскую культуру и выработать прочное государство, как и другие ветви, раньше впавшие в рабство. Великоросс построил Российскую империю под командой главн(ым) образом иностранных, особенно немецких, инструкторов и поддерживал её выносливостью, плодливостью и покорностью, а не способностью прочно усваивать культурные навыки, вырабатывать своё право и строить прочные ячейки государства. Выносливость и покорность ему пригодятся и впредь, а чтобы плодиться, придется, пожалуй, отправляться в Сибирь.
17 апреля 1920 года писал: «Ещё такой год, и от верхов русской интеллигенции останутся никуда не годные обломки — кто не вымрет, тот будет на всю жизнь разбитым физически и духовно человеком. И не удивительно, так как то, что мы переживаем, хуже самого жестокого иноземного завоевания и рабства, хуже каторги. Не только разбито все, чем мы жили, но нас уничтожают медленным измором физически, травят, как зверей, издеваются, унижают».
В последней записи, сделанной 20 января 1944 года, в частности, констатировал: «К чему мы пришли после сумасшествия и мерзостей семнадцатого года? Немецкий коричневый фашизм — против красного».
Весь дневник С. Б. Веселовского с конца 1990-х годов готовился к публикации в РГГУ А. Л. Юргановым. Полная публикация до сих пор не состоялась.

## Труды
- Несколько документов Московского главного архива Министерства иностранных дел. — М., 1907. — 18 с.
- К вопросу о пересмотре и подтверждении жалованных грамот в 1620—1630 гг. в Сыскных приказах. — М., 1907. — 31 с.
- Семь сборов запросных и пятинных денег в первые годы царствования Михаила Федоровича. — М., 1908. — 234 с.
- Азартные игры как источник дохода Московского государства в XVII веке // Сборник статей, посвященных Василию Осиповичу Ключевскому его учениками, друзьями и почитателями ко дню тридцатилетия его профессорской деятельности в Московском университете (5.XII.1879 — 5.XII.1909 года). — М., 1909. — С. 291—316.
- Нижегородские платежницы 7116 и 7120 гг.. — М., 1910. — 284 с. — (Смутное время Московского государства 1604—1613 гг. — Вып. 7).
- Акты подмосковных ополчений и Земского собора 1611—1613 гг.. — М., 1911. — 228 с. — (Смутное время Московского государства 1604—1613 гг. — Вып. 5).
- Сметы военных сил Московского государства 1661—1663 гг. — М., 1911. — 59 с.
- Понижение веса монеты при царе Василье Шуйском. — М., 1912. — 12 с.
- Приказный строй управления Московского государства. — Киев, 1912. — 35 с.
- Приходо-расходные книги московских приказов. — Кн. 1. — М., 1912. — (Русская историческая библиотека. — Т. XXVIII).
- Источники XVIII главы Уложения царя Алексея (посвящается М. К. Любавскому). — М., 1913. — 42 с.
- Акты писцового дела: материалы для истории кадастра и прямого обложения в Московском государстве, т. 1—2. — М., 1913—1917.
- Документы о постройке Пуcтоозерcкой тюрьмы, о попе Лазаре, Иване Краcулине и Григории Яковлеве. — СПб., 1914. — 28 с. — (Памятники первых лет русского старообрядчества. — Вып. II).
- Сошное письмо. Исследование по истории кадастра и посошного обложения Московского государства, т. 1—2. — М.—СПб., 1915—1916.
- Арзамасские поместные акты (1578—1618 гг.). — М., 1915. — 738 с. — (Смутное время Московского государства 1604—1613 гг. — Вып. 4).
- К вопросу о происхождении вотчинного режима. — М.: Ин-т истории РАНИОН, 1926. — 128 с.
- Село и деревня в Северо-Восточной Руси XIV—XVI вв. — М.—Л.: ОГИЗ, Соцэкгиз, 1936. — 166 с. — (Известия ГАИМК. — Вып. 139).
- Монастырское землевладение в Московской Руси во второй половине XVI в. // Исторические записки  / отв. ред. Б. Д. Греков. — М.: Изд-во АН СССР, 1941. — Т. 10. — С. 95—116.
- Из истории древнерусского землевладения: род Дмитрия Александровича Зернова (Сабуровы, Годуновы и Вельяминовы-Зерновы) // Исторические записки  / отв. ред. Б. Д. Греков. — М.: Изд-во АН СССР, 1946. — Т. 18. — С. 56—91.
- Феодальное землевладение в Северо-Восточной Руси, т. 1, ч. 1—2. — М.—Л., 1947.
- Исследования по истории опричнины / отв. ред. М. Н. Тихомиров. — М.: Изд-во АН СССР, 1963. — 539 с.
- Исследования по истории класса служилых землевладельцев / под ред. В. И. Шункова и С. М. Каштанова. — М.: Наука, 1969. — 583 с.
- Ономастикон: древнерусские имена, прозвища и фамилии / подгот. к печ. Чумаченко Э. Г.; под ред. В. И. Буганова, Б. В. Левшина. — М.: Наука, 1974.
- Дьяки и подьячие XV—XVII вв. / под ред. В. И. Буганова, Б. В. Левшина. — М.: Наука, 1975. — 607 с.
- Переход митрополичьей кафедры из Киева в Москву // Религия и церковь в истории России  / общ. ред. и предисл. А. М. Сахарова; сост. и примеч. Е. Ф. Грекулова. — М.: Мысль, 1975. — С. 80—97.
- Акты писцового дела (1644—1661 гг.) / подгот. к печ. Станиславский А. Л., Чумаченко Э. Г.; под ред. В. И. Буганова, Б. В. Левшина. — М.: Наука, 1977. — 287 с.
- Труды по источниковедению и истории СССР периода феодализма. — М.: Наука, 1978. — 343 с.
- Приходно-расходные книги московских приказов 1619—1621 гг. / подгот. к печ. Л. Г. Дубинская, А. Л. Станиславский; под ред. В. И. Буганова и Б. В. Левшина. — М.: Наука, 1983. — 479 с.
- Акты писцового дела 60—80-х годов ХVII века / подгот. к печ. Ткачевой Н. К.; под ред. В. И. Буганова, Б. В. Левшина. — М.: Наука, 1990. — 475 с.
- Род и предки А. С. Пушкина в истории / подгот. К. А. Аверьянов; отв. ред. С. М. Каштанов. — М.: Наука, 1990. — 336 с.
- Исторические карты Подмосковья / подгот. К. А. Аверьянов, Л. Е. Додэ. — М., 1993. — 58 с. (совместно с В. Н. Перцовым).
- Документы Печатного приказа (1613—1615 гг.) / подгот. к печ. Н. К. Ткачева. — М.: Наука, 1994. — 479 с.
- Царь Иван Грозный в работах писателей и историков: три статьи / сост. А. Г. Макаров. — М.: АИРО-XX, 1999. — 80 с.
- Подмосковье в древности: три очерка / сост. А. Г. Макаров. — М.: АИРО-XX, 2002. — 128 с.
- Из истории Московского государства в XVII веке: три статьи / сост. А. Г. Макаров, С. Э. Макарова. — М.: АИРО-ХХ, 2005. — 72 с.
- Московское государство: XV—XVII вв. Из научного наследия / сост. А. Г. Макаров. — М.: АИРО-XXI, 2008. — 384 с.